# Varieté. Laurits og Valdemar
Varieté. Laurits og Valdemar er en dansk roman skrevet af Søren Pilmark. Romanen, der er Pilmarks debutroman, udkom i 2021. Det er et periodedrama om en tryllekunstner i et revy-teater i provinsen i 1910'ernes Danmark.
Romanen blev nomineret til Bogforums Debutantpris.